# 2014년 아시안 게임 테니스
제17회 아시안 게임 테니스 경기는 2014년 9월 20일에서 30일까지 대한민국 인천에서 열렸다. 세부 종목은 남녀 단식, 남녀 복식, 남녀 단체, 혼합 복식 등 모두 일곱 종목이었다.

## 경기장
| 도시 | 경기장             | 원어명 | 로마자                 | 수용 인원 | 경기    | 주석 |
| ---- | ------------------ | ------ | ---------------------- | --------- | ------- | ---- |
| 인천 | 열우물테니스경기장 |        | Yeorumul Tennis Courts |           | 전 경기 |      |

## 같이 보기
- 아시안 게임 테니스